# (110) Лидия
(110) Лидия (лат. Lydia) — астероид главного пояса, принадлежащий к спектральному классу M и возглавляющей одноимённое семейство астероидов. Он был открыт 19 апреля 1870 года французским астрономом Альфонсом Борелли в Марсельской обсерватории и назван в честь Лидии, одной из стран, некогда располагавшихся в Малой Азии.

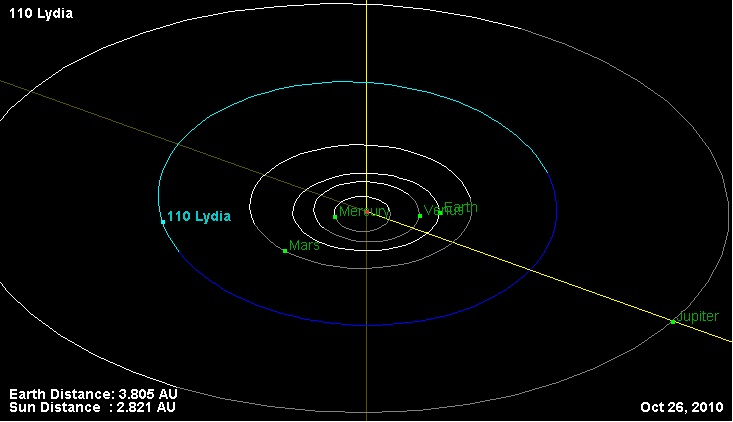
Орбита астероида Лидии и его положение в Солнечной системе